# Cucullia aksuana
Cucullia aksuana är en fjärilsart som beskrevs av Max Wilhelm Karl Draudt 1934. Cucullia aksuana ingår i släktet Cucullia och familjen nattflyn. Inga underarter finns listade i Catalogue of Life.